# Fathi Hassan
Fathi Hassan (en árabe: فتحي حسن‎, nacido el 11 de mayo de 1957) es un artista africano.
Fathi Hassan es considerado el pintor africano y musulmán más importante de la historia del arte moderno y contemporáneo.

## Vida
Fathi Hassan es un artista egipcio, vive y trabaja en Edinburg, Escocia y Fano, Italia. Hassan nació en El Cairo en 1957 como el segundo hijo de una familia de nubios. Su padre Hassan era Sudán ese y su madre Fatma era de Toshka en el sur de Egipto. Estudió arte cuando era adolescente en Kerabia Middle School de El Cairo, donde fue enseñado por el escultor Ghaleb Khater.

## Obra
Las obras de Fathi Hassan están presentes en varios museos en todo el mundo.
- Fundación de Arte Barjeel, Centro de Arte Maraya, Al Qasba,  Sharjah, Emiratos Árabes Unidos (colección privada Sultan Al-Qassemi Sooud)
- Qatar Foundation, Galería VCUQatar, Ciudad de la Educación, Doha, Catar (colección privada Sheikh Hamad ben Khalifa Al Thani)
- Fundación Farjam, Dubái, Emiratos Árabes Unidos
- Museo Nacional de Historia y Cultura Afroamericanas, Washington D. C., Estados Unidos de América
- Museo Nacional de Arte Africano, Institución Smithsonian, Washington D. C., Estados Unidos de América
- Museo Nacional de Historia y Cultura Afroamericanas, Institución Smithsonian, Washington D. C., Estados Unidos de América
- MoMA, Nueva York, Estados Unidos de América
- Victoria and Albert Museum, Londres
- Museo Britsh, Londres
- Museo Fowler, Los Ángeles, Estados Unidos de América
- Museo Arnhem, Países Bajos
- Museo de la Universidad Clark Atlanta,  Georgia, Estados Unidos de América
- MAU Museo d'arte urbana, Torino